# Robert Johnson (rokometaš)
Robert Johnson, kanadski rokometaš, * 24. oktober 1951, Montreal.
Leta 1976 je na poletnih olimpijskih igrah v Montrealu v sestavi kanadske rokometne reprezentance osvojil 11. mesto.